# Liste des communes de la Creuse
Pour les autres listes de communes françaises, voir Listes des communes de France.
| - La Creuse en France métropolitaine. - Carte des communes de la Creuse. |

Cette page liste les 255 communes du département français de la Creuse au 1er janvier 2025.

## Historique
La Creuse est un département français créé à la Révolution française, le 4 mars 1790 en application de la loi du 22 décembre 1789, essentiellement à partir de l'ancienne province de la Marche. La Creuse est située dans la région Nouvelle-Aquitaine.
Les communes de la Creuse étaient 260 au 1er janvier 2015, 259 au 1er janvier 2016 avec la création de la commune nouvelle de Parsac-Rimondeix (fusion de Parsac et Rimondeix), 258 au 1er janvier 2017, avec la création de la commune nouvelle de Fursac (fusion de Saint-Étienne-de-Fursac et Saint-Pierre-de-Fursac) puis 256 au 1er janvier 2019 à la suite des créations des communes nouvelles de Linard-Malval, issue de Linard et Malval, et Saint-Dizier-Masbaraud, à la suite de la fusion de Saint-Dizier-Leyrenne et Masbaraud-Mérignat.
Au 1er janvier 2025, les communes de Blaudeix et Parsac-Rimondeix se sont regroupées pour former la commune nouvelle de Parsac. Le nombre de communes du département passe alors de 256 à 255.

## Liste des communes
Le tableau suivant donne la liste des communes au 1er janvier 2025, en précisant leur code Insee, leur code postal principal, leur arrondissement, leur canton, leur intercommunalité, leur superficie, leur population et leur densité, d'après les chiffres de l'Insee issus du recensement 2022,.
| Nom                           | Code Insee | Code postal | Arrondissement | Canton            | Intercommunalité                     | Superficie (km2) | Population (dernière pop. légale) | Densité (hab./km2) | Modifier                                    |
| ----------------------------- | ---------- | ----------- | -------------- | ----------------- | ------------------------------------ | ---------------- | --------------------------------- | ------------------ | ------------------------------------------- |
| Guéret (préfecture)           | 23096      | 23000       | Guéret         | Guéret-1 Guéret-2 | CA du Grand Guéret                   | 26,21            | 12 814 (2022)                     | 489                | modifier les données · modifier les données |
| Ahun                          | 23001      | 23150       | Guéret         | Ahun              | CC Creuse Sud-Ouest                  | 33,74            | 1 442 (2022)                      | 43                 | modifier les données · modifier les données |
| Ajain                         | 23002      | 23380       | Guéret         | Saint-Vaury       | CA du Grand Guéret                   | 33,14            | 1 028 (2022)                      | 31                 | modifier les données · modifier les données |
| Alleyrat                      | 23003      | 23200       | Aubusson       | Aubusson          | CC Creuse Grand Sud                  | 9,54             | 141 (2022)                        | 15                 | modifier les données · modifier les données |
| Anzême                        | 23004      | 23000       | Guéret         | Saint-Vaury       | CA du Grand Guéret                   | 29,50            | 549 (2022)                        | 19                 | modifier les données · modifier les données |
| Arfeuille-Châtain             | 23005      | 23700       | Aubusson       | Évaux-les-Bains   | CC Marche et Combraille en Aquitaine | 20,50            | 196 (2022)                        | 9,6                | modifier les données · modifier les données |
| Arrènes                       | 23006      | 23210       | Guéret         | Le Grand-Bourg    | CC de Bénévent-Grand-Bourg           | 22,56            | 205 (2022)                        | 9,1                | modifier les données · modifier les données |
| Ars                           | 23007      | 23480       | Guéret         | Ahun              | CC Creuse Sud-Ouest                  | 21,69            | 236 (2022)                        | 11                 | modifier les données · modifier les données |
| Aubusson                      | 23008      | 23200       | Aubusson       | Aubusson          | CC Creuse Grand Sud                  | 19,21            | 3 036 (2022)                      | 158                | modifier les données · modifier les données |
| Auge                          | 23009      | 23170       | Aubusson       | Évaux-les-Bains   | CC Creuse Confluence                 | 9,97             | 92 (2022)                         | 9,2                | modifier les données · modifier les données |
| Augères                       | 23010      | 23210       | Guéret         | Le Grand-Bourg    | CC de Bénévent-Grand-Bourg           | 12,43            | 117 (2022)                        | 9,4                | modifier les données · modifier les données |
| Aulon                         | 23011      | 23210       | Guéret         | Le Grand-Bourg    | CC de Bénévent-Grand-Bourg           | 10,86            | 163 (2022)                        | 15                 | modifier les données · modifier les données |
| Auriat                        | 23012      | 23400       | Guéret         | Bourganeuf        | CC Creuse Sud-Ouest                  | 21,66            | 116 (2022)                        | 5,4                | modifier les données · modifier les données |
| Auzances                      | 23013      | 23700       | Aubusson       | Auzances          | CC Marche et Combraille en Aquitaine | 7,08             | 1 153 (2022)                      | 163                | modifier les données · modifier les données |
| Azat-Châtenet                 | 23014      | 23210       | Guéret         | Le Grand-Bourg    | CC de Bénévent-Grand-Bourg           | 9,51             | 116 (2022)                        | 12                 | modifier les données · modifier les données |
| Azerables                     | 23015      | 23160       | Guéret         | Dun-le-Palestel   | CC du Pays Sostranien                | 39,44            | 803 (2022)                        | 20                 | modifier les données · modifier les données |
| Banize                        | 23016      | 23120       | Guéret         | Ahun              | CC Creuse Sud-Ouest                  | 15,24            | 181 (2022)                        | 12                 | modifier les données · modifier les données |
| Basville                      | 23017      | 23260       | Aubusson       | Auzances          | CC Marche et Combraille en Aquitaine | 22,57            | 167 (2022)                        | 7,4                | modifier les données · modifier les données |
| Bazelat                       | 23018      | 23160       | Guéret         | Dun-le-Palestel   | CC du Pays Sostranien                | 13,43            | 229 (2022)                        | 17                 | modifier les données · modifier les données |
| Beissat                       | 23019      | 23260       | Aubusson       | Auzances          | CC Haute-Corrèze Communauté          | 14,49            | 30 (2022)                         | 2,1                | modifier les données · modifier les données |
| Bellegarde-en-Marche          | 23020      | 23190       | Aubusson       | Aubusson          | CC Marche et Combraille en Aquitaine | 3,14             | 357 (2022)                        | 114                | modifier les données · modifier les données |
| Bénévent-l'Abbaye             | 23021      | 23210       | Guéret         | Le Grand-Bourg    | CC de Bénévent-Grand-Bourg           | 11,56            | 767 (2022)                        | 66                 | modifier les données · modifier les données |
| Bétête                        | 23022      | 23270       | Aubusson       | Boussac           | CC Creuse Confluence                 | 28,24            | 386 (2022)                        | 14                 | modifier les données · modifier les données |
| Blessac                       | 23024      | 23200       | Aubusson       | Aubusson          | CC Creuse Grand Sud                  | 17,75            | 532 (2022)                        | 30                 | modifier les données · modifier les données |
| Bonnat                        | 23025      | 23220       | Guéret         | Bonnat            | CC Portes de la Creuse en Marche     | 45,79            | 1 354 (2022)                      | 30                 | modifier les données · modifier les données |
| Bord-Saint-Georges            | 23026      | 23230       | Aubusson       | Boussac           | CC Creuse Confluence                 | 32,50            | 371 (2022)                        | 11                 | modifier les données · modifier les données |
| Bosmoreau-les-Mines           | 23027      | 23400       | Guéret         | Bourganeuf        | CC Creuse Sud-Ouest                  | 9,01             | 226 (2022)                        | 25                 | modifier les données · modifier les données |
| Bosroger                      | 23028      | 23200       | Aubusson       | Aubusson          | CC Marche et Combraille en Aquitaine | 7,56             | 117 (2022)                        | 15                 | modifier les données · modifier les données |
| Le Bourg-d'Hem                | 23029      | 23220       | Guéret         | Bonnat            | CC du Pays Dunois                    | 15,39            | 233 (2022)                        | 15                 | modifier les données · modifier les données |
| Bourganeuf                    | 23030      | 23400       | Guéret         | Bourganeuf        | CC Creuse Sud-Ouest                  | 22,54            | 2 408 (2022)                      | 107                | modifier les données · modifier les données |
| Boussac                       | 23031      | 23600       | Aubusson       | Boussac           | CC Creuse Confluence                 | 1,48             | 1 239 (2022)                      | 837                | modifier les données · modifier les données |
| Boussac-Bourg                 | 23032      | 23600       | Aubusson       | Boussac           | CC Creuse Confluence                 | 38,69            | 687 (2022)                        | 18                 | modifier les données · modifier les données |
| La Brionne                    | 23033      | 23000       | Guéret         | Saint-Vaury       | CA du Grand Guéret                   | 7,08             | 452 (2022)                        | 64                 | modifier les données · modifier les données |
| Brousse                       | 23034      | 23700       | Aubusson       | Auzances          | CC Marche et Combraille en Aquitaine | 3,63             | 31 (2022)                         | 8,5                | modifier les données · modifier les données |
| Budelière                     | 23035      | 23170       | Aubusson       | Évaux-les-Bains   | CC Creuse Confluence                 | 25,07            | 713 (2022)                        | 28                 | modifier les données · modifier les données |
| Bussière-Dunoise              | 23036      | 23320       | Guéret         | Saint-Vaury       | CA du Grand Guéret                   | 41,13            | 1 045 (2022)                      | 25                 | modifier les données · modifier les données |
| Bussière-Nouvelle             | 23037      | 23700       | Aubusson       | Auzances          | CC Marche et Combraille en Aquitaine | 8,52             | 75 (2022)                         | 8,8                | modifier les données · modifier les données |
| Bussière-Saint-Georges        | 23038      | 23600       | Aubusson       | Boussac           | CC Creuse Confluence                 | 22,45            | 259 (2022)                        | 12                 | modifier les données · modifier les données |
| La Celle-Dunoise              | 23039      | 23800       | Guéret         | Dun-le-Palestel   | CC du Pays Dunois                    | 29,11            | 532 (2022)                        | 18                 | modifier les données · modifier les données |
| La Celle-sous-Gouzon          | 23040      | 23230       | Aubusson       | Gouzon            | CC Creuse Confluence                 | 14,07            | 159 (2022)                        | 11                 | modifier les données · modifier les données |
| La Cellette                   | 23041      | 23350       | Guéret         | Bonnat            | CC Portes de la Creuse en Marche     | 21,48            | 251 (2022)                        | 12                 | modifier les données · modifier les données |
| Ceyroux                       | 23042      | 23210       | Guéret         | Le Grand-Bourg    | CC de Bénévent-Grand-Bourg           | 12,13            | 125 (2022)                        | 10                 | modifier les données · modifier les données |
| Chamberaud                    | 23043      | 23480       | Guéret         | Ahun              | CC Creuse Sud-Ouest                  | 7,44             | 97 (2022)                         | 13                 | modifier les données · modifier les données |
| Chambon-Sainte-Croix          | 23044      | 23220       | Guéret         | Bonnat            | CC du Pays Dunois                    | 6,66             | 86 (2022)                         | 13                 | modifier les données · modifier les données |
| Chambon-sur-Voueize           | 23045      | 23170       | Aubusson       | Évaux-les-Bains   | CC Creuse Confluence                 | 33,58            | 827 (2022)                        | 25                 | modifier les données · modifier les données |
| Chambonchard                  | 23046      | 23110       | Aubusson       | Évaux-les-Bains   | CC Creuse Confluence                 | 12,86            | 79 (2022)                         | 6,1                | modifier les données · modifier les données |
| Chamborand                    | 23047      | 23240       | Guéret         | Le Grand-Bourg    | CC de Bénévent-Grand-Bourg           | 11,18            | 243 (2022)                        | 22                 | modifier les données · modifier les données |
| Champagnat                    | 23048      | 23190       | Aubusson       | Aubusson          | CC Marche et Combraille en Aquitaine | 28,82            | 480 (2022)                        | 17                 | modifier les données · modifier les données |
| Champsanglard                 | 23049      | 23220       | Guéret         | Bonnat            | CC Portes de la Creuse en Marche     | 13,64            | 255 (2022)                        | 19                 | modifier les données · modifier les données |
| La Chapelle-Baloue            | 23050      | 23160       | Guéret         | Dun-le-Palestel   | CC du Pays Dunois                    | 8,68             | 118 (2022)                        | 14                 | modifier les données · modifier les données |
| La Chapelle-Saint-Martial     | 23051      | 23250       | Guéret         | Ahun              | CC Creuse Sud-Ouest                  | 10,12            | 77 (2022)                         | 7,6                | modifier les données · modifier les données |
| La Chapelle-Taillefert        | 23052      | 23000       | Guéret         | Guéret-2          | CA du Grand Guéret                   | 14,11            | 444 (2022)                        | 31                 | modifier les données · modifier les données |
| Chard                         | 23053      | 23700       | Aubusson       | Auzances          | CC Marche et Combraille en Aquitaine | 14,12            | 206 (2022)                        | 15                 | modifier les données · modifier les données |
| Charron                       | 23054      | 23700       | Aubusson       | Auzances          | CC Marche et Combraille en Aquitaine | 30,11            | 194 (2022)                        | 6,4                | modifier les données · modifier les données |
| Châtelard                     | 23055      | 23700       | Aubusson       | Auzances          | CC Marche et Combraille en Aquitaine | 2,42             | 29 (2022)                         | 12                 | modifier les données · modifier les données |
| Châtelus-le-Marcheix          | 23056      | 23430       | Guéret         | Le Grand-Bourg    | CC de Bénévent-Grand-Bourg           | 43,20            | 310 (2022)                        | 7,2                | modifier les données · modifier les données |
| Châtelus-Malvaleix            | 23057      | 23270       | Guéret         | Bonnat            | CC Portes de la Creuse en Marche     | 14,97            | 545 (2022)                        | 36                 | modifier les données · modifier les données |
| Le Chauchet                   | 23058      | 23130       | Aubusson       | Gouzon            | CC Marche et Combraille en Aquitaine | 10,62            | 105 (2022)                        | 9,9                | modifier les données · modifier les données |
| La Chaussade                  | 23059      | 23200       | Aubusson       | Aubusson          | CC Marche et Combraille en Aquitaine | 7,19             | 97 (2022)                         | 13                 | modifier les données · modifier les données |
| Chavanat                      | 23060      | 23250       | Guéret         | Ahun              | CC Creuse Sud-Ouest                  | 12,73            | 138 (2022)                        | 11                 | modifier les données · modifier les données |
| Chénérailles                  | 23061      | 23130       | Aubusson       | Gouzon            | CC Marche et Combraille en Aquitaine | 7,77             | 736 (2022)                        | 95                 | modifier les données · modifier les données |
| Chéniers                      | 23062      | 23220       | Guéret         | Bonnat            | CC du Pays Dunois                    | 34,90            | 560 (2022)                        | 16                 | modifier les données · modifier les données |
| Clairavaux                    | 23063      | 23500       | Aubusson       | Auzances          | CC Haute-Corrèze Communauté          | 27,55            | 151 (2022)                        | 5,5                | modifier les données · modifier les données |
| Clugnat                       | 23064      | 23270       | Aubusson       | Boussac           | CC Creuse Confluence                 | 42,42            | 653 (2022)                        | 15                 | modifier les données · modifier les données |
| Colondannes                   | 23065      | 23800       | Guéret         | Dun-le-Palestel   | CC du Pays Dunois                    | 10,70            | 288 (2022)                        | 27                 | modifier les données · modifier les données |
| Le Compas                     | 23066      | 23700       | Aubusson       | Auzances          | CC Marche et Combraille en Aquitaine | 16,54            | 192 (2022)                        | 12                 | modifier les données · modifier les données |
| La Courtine                   | 23067      | 23100       | Aubusson       | Auzances          | CC Haute-Corrèze Communauté          | 41,42            | 737 (2022)                        | 18                 | modifier les données · modifier les données |
| Cressat                       | 23068      | 23140       | Aubusson       | Gouzon            | CC Creuse Confluence                 | 33,41            | 514 (2022)                        | 15                 | modifier les données · modifier les données |
| Crocq                         | 23069      | 23260       | Aubusson       | Auzances          | CC Marche et Combraille en Aquitaine | 14,16            | 389 (2022)                        | 27                 | modifier les données · modifier les données |
| Crozant                       | 23070      | 23160       | Guéret         | Dun-le-Palestel   | CC du Pays Dunois                    | 30,52            | 433 (2022)                        | 14                 | modifier les données · modifier les données |
| Croze                         | 23071      | 23500       | Aubusson       | Felletin          | CC Creuse Grand Sud                  | 22,16            | 187 (2022)                        | 8,4                | modifier les données · modifier les données |
| Domeyrot                      | 23072      | 23140       | Aubusson       | Gouzon            | CC Creuse Confluence                 | 24,59            | 232 (2022)                        | 9,4                | modifier les données · modifier les données |
| Dontreix                      | 23073      | 23700       | Aubusson       | Auzances          | CC Marche et Combraille en Aquitaine | 47,45            | 405 (2022)                        | 8,5                | modifier les données · modifier les données |
| Le Donzeil                    | 23074      | 23480       | Guéret         | Ahun              | CC Creuse Sud-Ouest                  | 13,54            | 188 (2022)                        | 14                 | modifier les données · modifier les données |
| Dun-le-Palestel               | 23075      | 23800       | Guéret         | Dun-le-Palestel   | CC du Pays Dunois                    | 9,81             | 1 086 (2022)                      | 111                | modifier les données · modifier les données |
| Évaux-les-Bains               | 23076      | 23110       | Aubusson       | Évaux-les-Bains   | CC Creuse Confluence                 | 45,55            | 1 285 (2022)                      | 28                 | modifier les données · modifier les données |
| Faux-la-Montagne              | 23077      | 23340       | Aubusson       | Felletin          | CC Creuse Grand Sud                  | 47,89            | 448 (2022)                        | 9,4                | modifier les données · modifier les données |
| Faux-Mazuras                  | 23078      | 23400       | Guéret         | Bourganeuf        | CC Creuse Sud-Ouest                  | 19,96            | 189 (2022)                        | 9,5                | modifier les données · modifier les données |
| Felletin                      | 23079      | 23500       | Aubusson       | Felletin          | CC Creuse Grand Sud                  | 13,74            | 1 552 (2022)                      | 113                | modifier les données · modifier les données |
| Féniers                       | 23080      | 23100       | Aubusson       | Felletin          | CC Haute-Corrèze Communauté          | 14,33            | 108 (2022)                        | 7,5                | modifier les données · modifier les données |
| Flayat                        | 23081      | 23260       | Aubusson       | Auzances          | CC Marche et Combraille en Aquitaine | 43,53            | 300 (2022)                        | 6,9                | modifier les données · modifier les données |
| Fleurat                       | 23082      | 23320       | Guéret         | Le Grand-Bourg    | CC de Bénévent-Grand-Bourg           | 12,30            | 307 (2022)                        | 25                 | modifier les données · modifier les données |
| Fontanières                   | 23083      | 23110       | Aubusson       | Évaux-les-Bains   | CC Marche et Combraille en Aquitaine | 15,91            | 255 (2022)                        | 16                 | modifier les données · modifier les données |
| La Forêt-du-Temple            | 23084      | 23360       | Guéret         | Bonnat            | CC Portes de la Creuse en Marche     | 7,72             | 143 (2022)                        | 19                 | modifier les données · modifier les données |
| Fransèches                    | 23086      | 23480       | Guéret         | Ahun              | CC Creuse Sud-Ouest                  | 18,29            | 241 (2022)                        | 13                 | modifier les données · modifier les données |
| Fresselines                   | 23087      | 23450       | Guéret         | Dun-le-Palestel   | CC du Pays Dunois                    | 30,78            | 501 (2022)                        | 16                 | modifier les données · modifier les données |
| Fursac                        | 23192      | 23290       | Guéret         | Le Grand-Bourg    | CC de Bénévent-Grand-Bourg           | 59,03            | 1 433 (2022)                      | 24                 | modifier les données · modifier les données |
| Gartempe                      | 23088      | 23320       | Guéret         | Saint-Vaury       | CA du Grand Guéret                   | 9,49             | 113 (2022)                        | 12                 | modifier les données · modifier les données |
| Genouillac                    | 23089      | 23350       | Guéret         | Bonnat            | CC Portes de la Creuse en Marche     | 35,76            | 724 (2022)                        | 20                 | modifier les données · modifier les données |
| Gentioux-Pigerolles           | 23090      | 23340       | Aubusson       | Felletin          | CC Creuse Grand Sud                  | 79,29            | 371 (2022)                        | 4,7                | modifier les données · modifier les données |
| Gioux                         | 23091      | 23500       | Aubusson       | Felletin          | CC Creuse Grand Sud                  | 37,42            | 179 (2022)                        | 4,8                | modifier les données · modifier les données |
| Glénic                        | 23092      | 23380       | Guéret         | Saint-Vaury       | CA du Grand Guéret                   | 27,60            | 644 (2022)                        | 23                 | modifier les données · modifier les données |
| Gouzon                        | 23093      | 23230       | Aubusson       | Gouzon            | CC Creuse Confluence                 | 50,03            | 1 565 (2022)                      | 31                 | modifier les données · modifier les données |
| Le Grand-Bourg                | 23095      | 23240       | Guéret         | Le Grand-Bourg    | CC de Bénévent-Grand-Bourg           | 78,91            | 1 182 (2022)                      | 15                 | modifier les données · modifier les données |
| Issoudun-Létrieix             | 23097      | 23130       | Aubusson       | Gouzon            | CC Marche et Combraille en Aquitaine | 26,43            | 292 (2022)                        | 11                 | modifier les données · modifier les données |
| Jalesches                     | 23098      | 23270       | Guéret         | Boussac           | CC Portes de la Creuse en Marche     | 8,45             | 94 (2022)                         | 11                 | modifier les données · modifier les données |
| Janaillat                     | 23099      | 23250       | Guéret         | Ahun              | CC Creuse Sud-Ouest                  | 28,29            | 319 (2022)                        | 11                 | modifier les données · modifier les données |
| Jarnages                      | 23100      | 23140       | Aubusson       | Gouzon            | CC Creuse Confluence                 | 9,17             | 477 (2022)                        | 52                 | modifier les données · modifier les données |
| Jouillat                      | 23101      | 23220       | Guéret         | Saint-Vaury       | CA du Grand Guéret                   | 22,44            | 383 (2022)                        | 17                 | modifier les données · modifier les données |
| Ladapeyre                     | 23102      | 23270       | Aubusson       | Gouzon            | CC Creuse Confluence                 | 30,63            | 356 (2022)                        | 12                 | modifier les données · modifier les données |
| Lafat                         | 23103      | 23800       | Guéret         | Dun-le-Palestel   | CC du Pays Dunois                    | 21,28            | 319 (2022)                        | 15                 | modifier les données · modifier les données |
| Lavaufranche                  | 23104      | 23600       | Aubusson       | Boussac           | CC Creuse Confluence                 | 16,34            | 241 (2022)                        | 15                 | modifier les données · modifier les données |
| Lavaveix-les-Mines            | 23105      | 23150       | Aubusson       | Gouzon            | CC Marche et Combraille en Aquitaine | 4,71             | 642 (2022)                        | 136                | modifier les données · modifier les données |
| Lépaud                        | 23106      | 23170       | Aubusson       | Évaux-les-Bains   | CC Creuse Confluence                 | 24,12            | 371 (2022)                        | 15                 | modifier les données · modifier les données |
| Lépinas                       | 23107      | 23150       | Guéret         | Ahun              | CC Creuse Sud-Ouest                  | 14,80            | 136 (2022)                        | 9,2                | modifier les données · modifier les données |
| Leyrat                        | 23108      | 23600       | Aubusson       | Boussac           | CC Creuse Confluence                 | 18,32            | 143 (2022)                        | 7,8                | modifier les données · modifier les données |
| Linard-Malval                 | 23109      | 23220       | Guéret         | Bonnat            | CC Portes de la Creuse en Marche     | 16,63            | 207 (2022)                        | 12                 | modifier les données · modifier les données |
| Lioux-les-Monges              | 23110      | 23700       | Aubusson       | Auzances          | CC Marche et Combraille en Aquitaine | 7,32             | 55 (2022)                         | 7,5                | modifier les données · modifier les données |
| Lizières                      | 23111      | 23240       | Guéret         | Le Grand-Bourg    | CC de Bénévent-Grand-Bourg           | 14,67            | 236 (2022)                        | 16                 | modifier les données · modifier les données |
| Lourdoueix-Saint-Pierre       | 23112      | 23360       | Guéret         | Bonnat            | CC Portes de la Creuse en Marche     | 44,73            | 720 (2022)                        | 16                 | modifier les données · modifier les données |
| Lupersat                      | 23113      | 23190       | Aubusson       | Aubusson          | CC Marche et Combraille en Aquitaine | 32,64            | 291 (2022)                        | 8,9                | modifier les données · modifier les données |
| Lussat                        | 23114      | 23170       | Aubusson       | Évaux-les-Bains   | CC Creuse Confluence                 | 46,86            | 409 (2022)                        | 8,7                | modifier les données · modifier les données |
| Magnat-l'Étrange              | 23115      | 23260       | Aubusson       | Auzances          | CC Haute-Corrèze Communauté          | 25,87            | 240 (2022)                        | 9,3                | modifier les données · modifier les données |
| Mainsat                       | 23116      | 23700       | Aubusson       | Aubusson          | CC Marche et Combraille en Aquitaine | 34,81            | 532 (2022)                        | 15                 | modifier les données · modifier les données |
| Maison-Feyne                  | 23117      | 23800       | Guéret         | Dun-le-Palestel   | CC du Pays Dunois                    | 13,27            | 284 (2022)                        | 21                 | modifier les données · modifier les données |
| Maisonnisses                  | 23118      | 23150       | Guéret         | Ahun              | CC Creuse Sud-Ouest                  | 11,12            | 175 (2022)                        | 16                 | modifier les données · modifier les données |
| Malleret                      | 23119      | 23260       | Aubusson       | Auzances          | CC Haute-Corrèze Communauté          | 11,80            | 43 (2022)                         | 3,6                | modifier les données · modifier les données |
| Malleret-Boussac              | 23120      | 23600       | Aubusson       | Boussac           | CC Creuse Confluence                 | 25,43            | 179 (2022)                        | 7,0                | modifier les données · modifier les données |
| Mansat-la-Courrière           | 23122      | 23400       | Guéret         | Bourganeuf        | CC Creuse Sud-Ouest                  | 9,42             | 68 (2022)                         | 7,2                | modifier les données · modifier les données |
| Les Mars                      | 23123      | 23700       | Aubusson       | Auzances          | CC Marche et Combraille en Aquitaine | 12,90            | 181 (2022)                        | 14                 | modifier les données · modifier les données |
| Marsac                        | 23124      | 23210       | Guéret         | Le Grand-Bourg    | CC de Bénévent-Grand-Bourg           | 19,67            | 642 (2022)                        | 33                 | modifier les données · modifier les données |
| Le Mas-d'Artige               | 23125      | 23100       | Aubusson       | Auzances          | CC Haute-Corrèze Communauté          | 16,21            | 94 (2022)                         | 5,8                | modifier les données · modifier les données |
| Mautes                        | 23127      | 23190       | Aubusson       | Aubusson          | CC Marche et Combraille en Aquitaine | 22,67            | 198 (2022)                        | 8,7                | modifier les données · modifier les données |
| Mazeirat                      | 23128      | 23150       | Guéret         | Ahun              | CA du Grand Guéret                   | 7,80             | 123 (2022)                        | 16                 | modifier les données · modifier les données |
| La Mazière-aux-Bons-Hommes    | 23129      | 23260       | Aubusson       | Auzances          | CC Marche et Combraille en Aquitaine | 10,24            | 56 (2022)                         | 5,5                | modifier les données · modifier les données |
| Méasnes                       | 23130      | 23360       | Guéret         | Bonnat            | CC Portes de la Creuse en Marche     | 27,63            | 525 (2022)                        | 19                 | modifier les données · modifier les données |
| Mérinchal                     | 23131      | 23420       | Aubusson       | Auzances          | CC Marche et Combraille en Aquitaine | 45,45            | 661 (2022)                        | 15                 | modifier les données · modifier les données |
| Montaigut-le-Blanc            | 23132      | 23320       | Guéret         | Guéret-2          | CA du Grand Guéret                   | 17,23            | 372 (2022)                        | 22                 | modifier les données · modifier les données |
| Montboucher                   | 23133      | 23400       | Guéret         | Bourganeuf        | CC Creuse Sud-Ouest                  | 27,68            | 370 (2022)                        | 13                 | modifier les données · modifier les données |
| Le Monteil-au-Vicomte         | 23134      | 23460       | Guéret         | Felletin          | CC Creuse Sud-Ouest                  | 14,40            | 217 (2022)                        | 15                 | modifier les données · modifier les données |
| Mortroux                      | 23136      | 23220       | Guéret         | Bonnat            | CC Portes de la Creuse en Marche     | 13,28            | 276 (2022)                        | 21                 | modifier les données · modifier les données |
| Mourioux-Vieilleville         | 23137      | 23210       | Guéret         | Le Grand-Bourg    | CC de Bénévent-Grand-Bourg           | 25,20            | 523 (2022)                        | 21                 | modifier les données · modifier les données |
| Moutier-d'Ahun                | 23138      | 23150       | Guéret         | Ahun              | CC Creuse Sud-Ouest                  | 9,91             | 161 (2022)                        | 16                 | modifier les données · modifier les données |
| Moutier-Malcard               | 23139      | 23220       | Guéret         | Bonnat            | CC Portes de la Creuse en Marche     | 25,81            | 558 (2022)                        | 22                 | modifier les données · modifier les données |
| Moutier-Rozeille              | 23140      | 23200       | Aubusson       | Felletin          | CC Creuse Grand Sud                  | 19,66            | 433 (2022)                        | 22                 | modifier les données · modifier les données |
| Naillat                       | 23141      | 23800       | Guéret         | Dun-le-Palestel   | CC du Pays Dunois                    | 36,23            | 667 (2022)                        | 18                 | modifier les données · modifier les données |
| Néoux                         | 23142      | 23200       | Aubusson       | Aubusson          | CC Creuse Grand Sud                  | 23,81            | 279 (2022)                        | 12                 | modifier les données · modifier les données |
| Noth                          | 23143      | 23300       | Guéret         | La Souterraine    | CC du Pays Sostranien                | 22,89            | 495 (2022)                        | 22                 | modifier les données · modifier les données |
| La Nouaille                   | 23144      | 23500       | Aubusson       | Felletin          | CC Creuse Grand Sud                  | 48,12            | 228 (2022)                        | 4,7                | modifier les données · modifier les données |
| Nouhant                       | 23145      | 23170       | Aubusson       | Évaux-les-Bains   | CC Creuse Confluence                 | 25,75            | 301 (2022)                        | 12                 | modifier les données · modifier les données |
| Nouzerines                    | 23146      | 23600       | Aubusson       | Boussac           | CC Creuse Confluence                 | 19,09            | 238 (2022)                        | 12                 | modifier les données · modifier les données |
| Nouzerolles                   | 23147      | 23360       | Guéret         | Dun-le-Palestel   | CC du Pays Dunois                    | 8,17             | 97 (2022)                         | 12                 | modifier les données · modifier les données |
| Nouziers                      | 23148      | 23350       | Guéret         | Bonnat            | CC Portes de la Creuse en Marche     | 14,33            | 250 (2022)                        | 17                 | modifier les données · modifier les données |
| Parsac                        | 23149      | 23140       | Aubusson       | Gouzon            | CC Creuse Confluence                 | 53,92            | 823 (2022)                        | 15                 | modifier les données · modifier les données |
| Peyrabout                     | 23150      | 23000       | Guéret         | Ahun              | CA du Grand Guéret                   | 8,91             | 151 (2022)                        | 17                 | modifier les données · modifier les données |
| Peyrat-la-Nonière             | 23151      | 23130       | Aubusson       | Gouzon            | CC Marche et Combraille en Aquitaine | 41,40            | 422 (2022)                        | 10                 | modifier les données · modifier les données |
| Pierrefitte                   | 23152      | 23130       | Aubusson       | Gouzon            | CC Creuse Confluence                 | 6,40             | 68 (2022)                         | 11                 | modifier les données · modifier les données |
| Pionnat                       | 23154      | 23140       | Aubusson       | Gouzon            | CC Creuse Confluence                 | 41,77            | 715 (2022)                        | 17                 | modifier les données · modifier les données |
| Pontarion                     | 23155      | 23250       | Guéret         | Ahun              | CC Creuse Sud-Ouest                  | 5,25             | 359 (2022)                        | 68                 | modifier les données · modifier les données |
| Pontcharraud                  | 23156      | 23260       | Aubusson       | Auzances          | CC Marche et Combraille en Aquitaine | 9,56             | 83 (2022)                         | 8,7                | modifier les données · modifier les données |
| La Pouge                      | 23157      | 23250       | Guéret         | Ahun              | CC Creuse Sud-Ouest                  | 7,58             | 96 (2022)                         | 13                 | modifier les données · modifier les données |
| Poussanges                    | 23158      | 23500       | Aubusson       | Felletin          | CC Haute-Corrèze Communauté          | 23,35            | 150 (2022)                        | 6,4                | modifier les données · modifier les données |
| Puy-Malsignat                 | 23159      | 23130       | Aubusson       | Gouzon            | CC Marche et Combraille en Aquitaine | 12,61            | 144 (2022)                        | 11                 | modifier les données · modifier les données |
| Reterre                       | 23160      | 23110       | Aubusson       | Évaux-les-Bains   | CC Marche et Combraille en Aquitaine | 17,54            | 262 (2022)                        | 15                 | modifier les données · modifier les données |
| Roches                        | 23162      | 23270       | Guéret         | Bonnat            | CC Portes de la Creuse en Marche     | 25,55            | 371 (2022)                        | 15                 | modifier les données · modifier les données |
| Rougnat                       | 23164      | 23700       | Aubusson       | Auzances          | CC Marche et Combraille en Aquitaine | 41,01            | 474 (2022)                        | 12                 | modifier les données · modifier les données |
| Royère-de-Vassivière          | 23165      | 23460       | Guéret         | Felletin          | CC Creuse Sud-Ouest                  | 74,14            | 572 (2022)                        | 7,7                | modifier les données · modifier les données |
| Sagnat                        | 23166      | 23800       | Guéret         | Dun-le-Palestel   | CC du Pays Dunois                    | 11,81            | 195 (2022)                        | 17                 | modifier les données · modifier les données |
| Saint-Agnant-de-Versillat     | 23177      | 23300       | Guéret         | La Souterraine    | CC du Pays Sostranien                | 50,46            | 1 059 (2022)                      | 21                 | modifier les données · modifier les données |
| Saint-Agnant-près-Crocq       | 23178      | 23260       | Aubusson       | Auzances          | CC Marche et Combraille en Aquitaine | 25,51            | 186 (2022)                        | 7,3                | modifier les données · modifier les données |
| Saint-Alpinien                | 23179      | 23200       | Aubusson       | Aubusson          | CC Creuse Grand Sud                  | 15,21            | 290 (2022)                        | 19                 | modifier les données · modifier les données |
| Saint-Amand                   | 23180      | 23200       | Aubusson       | Aubusson          | CC Creuse Grand Sud                  | 8,05             | 453 (2022)                        | 56                 | modifier les données · modifier les données |
| Saint-Amand-Jartoudeix        | 23181      | 23400       | Guéret         | Bourganeuf        | CC Creuse Sud-Ouest                  | 18,74            | 152 (2022)                        | 8,1                | modifier les données · modifier les données |
| Saint-Avit-de-Tardes          | 23182      | 23200       | Aubusson       | Aubusson          | CC Creuse Grand Sud                  | 14,42            | 163 (2022)                        | 11                 | modifier les données · modifier les données |
| Saint-Avit-le-Pauvre          | 23183      | 23480       | Guéret         | Ahun              | CC Creuse Sud-Ouest                  | 4,99             | 88 (2022)                         | 18                 | modifier les données · modifier les données |
| Saint-Bard                    | 23184      | 23260       | Aubusson       | Auzances          | CC Marche et Combraille en Aquitaine | 9,36             | 95 (2022)                         | 10                 | modifier les données · modifier les données |
| Saint-Chabrais                | 23185      | 23130       | Aubusson       | Gouzon            | CC Marche et Combraille en Aquitaine | 24,94            | 317 (2022)                        | 13                 | modifier les données · modifier les données |
| Saint-Christophe              | 23186      | 23000       | Guéret         | Guéret-2          | CA du Grand Guéret                   | 7,79             | 150 (2022)                        | 19                 | modifier les données · modifier les données |
| Saint-Dizier-la-Tour          | 23187      | 23130       | Aubusson       | Gouzon            | CC Marche et Combraille en Aquitaine | 16,99            | 180 (2022)                        | 11                 | modifier les données · modifier les données |
| Saint-Dizier-les-Domaines     | 23188      | 23270       | Guéret         | Bonnat            | CC Portes de la Creuse en Marche     | 15,89            | 203 (2022)                        | 13                 | modifier les données · modifier les données |
| Saint-Dizier-Masbaraud        | 23189      | 23400       | Guéret         | Bourganeuf        | CC Creuse Sud-Ouest                  | 67,02            | 1 134 (2022)                      | 17                 | modifier les données · modifier les données |
| Saint-Domet                   | 23190      | 23190       | Aubusson       | Aubusson          | CC Marche et Combraille en Aquitaine | 15,33            | 162 (2022)                        | 11                 | modifier les données · modifier les données |
| Saint-Éloi                    | 23191      | 23000       | Guéret         | Guéret-2          | CA du Grand Guéret                   | 15,60            | 176 (2022)                        | 11                 | modifier les données · modifier les données |
| Saint-Fiel                    | 23195      | 23000       | Guéret         | Saint-Vaury       | CA du Grand Guéret                   | 16,72            | 1 079 (2022)                      | 65                 | modifier les données · modifier les données |
| Saint-Frion                   | 23196      | 23500       | Aubusson       | Felletin          | CC Creuse Grand Sud                  | 18,76            | 252 (2022)                        | 13                 | modifier les données · modifier les données |
| Saint-Georges-la-Pouge        | 23197      | 23250       | Guéret         | Ahun              | CC Creuse Sud-Ouest                  | 24,09            | 361 (2022)                        | 15                 | modifier les données · modifier les données |
| Saint-Georges-Nigremont       | 23198      | 23500       | Aubusson       | Auzances          | CC Marche et Combraille en Aquitaine | 18,59            | 145 (2022)                        | 7,8                | modifier les données · modifier les données |
| Saint-Germain-Beaupré         | 23199      | 23160       | Guéret         | Dun-le-Palestel   | CC du Pays Sostranien                | 17,06            | 355 (2022)                        | 21                 | modifier les données · modifier les données |
| Saint-Goussaud                | 23200      | 23430       | Guéret         | Le Grand-Bourg    | CC de Bénévent-Grand-Bourg           | 24,30            | 160 (2022)                        | 6,6                | modifier les données · modifier les données |
| Saint-Hilaire-la-Plaine       | 23201      | 23150       | Guéret         | Ahun              | CC Creuse Sud-Ouest                  | 11,06            | 211 (2022)                        | 19                 | modifier les données · modifier les données |
| Saint-Hilaire-le-Château      | 23202      | 23250       | Guéret         | Ahun              | CC Creuse Sud-Ouest                  | 19,59            | 225 (2022)                        | 11                 | modifier les données · modifier les données |
| Saint-Julien-la-Genête        | 23203      | 23110       | Aubusson       | Évaux-les-Bains   | CC Creuse Confluence                 | 11,91            | 218 (2022)                        | 18                 | modifier les données · modifier les données |
| Saint-Julien-le-Châtel        | 23204      | 23130       | Aubusson       | Gouzon            | CC Creuse Confluence                 | 15,30            | 150 (2022)                        | 9,8                | modifier les données · modifier les données |
| Saint-Junien-la-Bregère       | 23205      | 23400       | Guéret         | Bourganeuf        | CC Creuse Sud-Ouest                  | 25,66            | 144 (2022)                        | 5,6                | modifier les données · modifier les données |
| Saint-Laurent                 | 23206      | 23000       | Guéret         | Guéret-1          | CA du Grand Guéret                   | 12,93            | 678 (2022)                        | 52                 | modifier les données · modifier les données |
| Saint-Léger-Bridereix         | 23207      | 23300       | Guéret         | La Souterraine    | CC du Pays Sostranien                | 8,10             | 165 (2022)                        | 20                 | modifier les données · modifier les données |
| Saint-Léger-le-Guérétois      | 23208      | 23000       | Guéret         | Saint-Vaury       | CA du Grand Guéret                   | 13,98            | 398 (2022)                        | 28                 | modifier les données · modifier les données |
| Saint-Loup                    | 23209      | 23130       | Aubusson       | Gouzon            | CC Creuse Confluence                 | 18,82            | 192 (2022)                        | 10                 | modifier les données · modifier les données |
| Saint-Maixant                 | 23210      | 23200       | Aubusson       | Aubusson          | CC Creuse Grand Sud                  | 13,86            | 233 (2022)                        | 17                 | modifier les données · modifier les données |
| Saint-Marc-à-Frongier         | 23211      | 23200       | Aubusson       | Aubusson          | CC Creuse Grand Sud                  | 25,45            | 427 (2022)                        | 17                 | modifier les données · modifier les données |
| Saint-Marc-à-Loubaud          | 23212      | 23460       | Aubusson       | Felletin          | CC Creuse Grand Sud                  | 18,42            | 126 (2022)                        | 6,8                | modifier les données · modifier les données |
| Saint-Marien                  | 23213      | 23600       | Aubusson       | Boussac           | CC Creuse Confluence                 | 12,78            | 199 (2022)                        | 16                 | modifier les données · modifier les données |
| Saint-Martial-le-Mont         | 23214      | 23150       | Guéret         | Ahun              | CC Creuse Sud-Ouest                  | 10,25            | 264 (2022)                        | 26                 | modifier les données · modifier les données |
| Saint-Martial-le-Vieux        | 23215      | 23100       | Aubusson       | Auzances          | CC Haute-Corrèze Communauté          | 22,22            | 151 (2022)                        | 6,8                | modifier les données · modifier les données |
| Saint-Martin-Château          | 23216      | 23460       | Guéret         | Felletin          | CC Creuse Sud-Ouest                  | 31,25            | 152 (2022)                        | 4,9                | modifier les données · modifier les données |
| Saint-Martin-Sainte-Catherine | 23217      | 23430       | Guéret         | Bourganeuf        | CC Creuse Sud-Ouest                  | 27,27            | 330 (2022)                        | 12                 | modifier les données · modifier les données |
| Saint-Maurice-la-Souterraine  | 23219      | 23300       | Guéret         | La Souterraine    | CC du Pays Sostranien                | 39,72            | 1 126 (2022)                      | 28                 | modifier les données · modifier les données |
| Saint-Maurice-près-Crocq      | 23218      | 23260       | Aubusson       | Auzances          | CC Marche et Combraille en Aquitaine | 14,10            | 100 (2022)                        | 7,1                | modifier les données · modifier les données |
| Saint-Médard-la-Rochette      | 23220      | 23200       | Aubusson       | Gouzon            | CC Marche et Combraille en Aquitaine | 38,92            | 553 (2022)                        | 14                 | modifier les données · modifier les données |
| Saint-Merd-la-Breuille        | 23221      | 23100       | Aubusson       | Auzances          | CC Haute-Corrèze Communauté          | 40,19            | 195 (2022)                        | 4,9                | modifier les données · modifier les données |
| Saint-Michel-de-Veisse        | 23222      | 23480       | Guéret         | Ahun              | CC Creuse Sud-Ouest                  | 15,57            | 166 (2022)                        | 11                 | modifier les données · modifier les données |
| Saint-Moreil                  | 23223      | 23400       | Guéret         | Bourganeuf        | CC Creuse Sud-Ouest                  | 23,94            | 218 (2022)                        | 9,1                | modifier les données · modifier les données |
| Saint-Oradoux-de-Chirouze     | 23224      | 23100       | Aubusson       | Auzances          | CC Haute-Corrèze Communauté          | 28,58            | 71 (2022)                         | 2,5                | modifier les données · modifier les données |
| Saint-Oradoux-près-Crocq      | 23225      | 23260       | Aubusson       | Auzances          | CC Marche et Combraille en Aquitaine | 13,36            | 109 (2022)                        | 8,2                | modifier les données · modifier les données |
| Saint-Pardoux-d'Arnet         | 23226      | 23260       | Aubusson       | Auzances          | CC Marche et Combraille en Aquitaine | 16,44            | 164 (2022)                        | 10,0               | modifier les données · modifier les données |
| Saint-Pardoux-le-Neuf         | 23228      | 23200       | Aubusson       | Aubusson          | CC Creuse Grand Sud                  | 7,51             | 196 (2022)                        | 26                 | modifier les données · modifier les données |
| Saint-Pardoux-les-Cards       | 23229      | 23150       | Aubusson       | Gouzon            | CC Marche et Combraille en Aquitaine | 24,76            | 289 (2022)                        | 12                 | modifier les données · modifier les données |
| Saint-Pardoux-Morterolles     | 23227      | 23400       | Guéret         | Bourganeuf        | CC Creuse Sud-Ouest                  | 36,50            | 211 (2022)                        | 5,8                | modifier les données · modifier les données |
| Saint-Pierre-Bellevue         | 23232      | 23460       | Guéret         | Bourganeuf        | CC Creuse Sud-Ouest                  | 32,78            | 213 (2022)                        | 6,5                | modifier les données · modifier les données |
| Saint-Pierre-Chérignat        | 23230      | 23430       | Guéret         | Bourganeuf        | CC Creuse Sud-Ouest                  | 23,72            | 165 (2022)                        | 7,0                | modifier les données · modifier les données |
| Saint-Pierre-le-Bost          | 23233      | 23600       | Aubusson       | Boussac           | CC Creuse Confluence                 | 17,24            | 119 (2022)                        | 6,9                | modifier les données · modifier les données |
| Saint-Priest                  | 23234      | 23110       | Aubusson       | Évaux-les-Bains   | CC Marche et Combraille en Aquitaine | 22,34            | 150 (2022)                        | 6,7                | modifier les données · modifier les données |
| Saint-Priest-la-Feuille       | 23235      | 23300       | Guéret         | La Souterraine    | CC du Pays Sostranien                | 27,44            | 721 (2022)                        | 26                 | modifier les données · modifier les données |
| Saint-Priest-la-Plaine        | 23236      | 23240       | Guéret         | Le Grand-Bourg    | CC de Bénévent-Grand-Bourg           | 21,90            | 256 (2022)                        | 12                 | modifier les données · modifier les données |
| Saint-Priest-Palus            | 23237      | 23400       | Guéret         | Bourganeuf        | CC Creuse Sud-Ouest                  | 10,64            | 55 (2022)                         | 5,2                | modifier les données · modifier les données |
| Saint-Quentin-la-Chabanne     | 23238      | 23500       | Aubusson       | Felletin          | CC Creuse Grand Sud                  | 29,59            | 368 (2022)                        | 12                 | modifier les données · modifier les données |
| Saint-Sébastien               | 23239      | 23160       | Guéret         | Dun-le-Palestel   | CC du Pays Dunois                    | 24,98            | 629 (2022)                        | 25                 | modifier les données · modifier les données |
| Saint-Silvain-Bas-le-Roc      | 23240      | 23600       | Aubusson       | Boussac           | CC Creuse Confluence                 | 15,32            | 409 (2022)                        | 27                 | modifier les données · modifier les données |
| Saint-Silvain-Bellegarde      | 23241      | 23190       | Aubusson       | Aubusson          | CC Marche et Combraille en Aquitaine | 20,85            | 198 (2022)                        | 9,5                | modifier les données · modifier les données |
| Saint-Silvain-Montaigut       | 23242      | 23320       | Guéret         | Guéret-2          | CA du Grand Guéret                   | 9,55             | 193 (2022)                        | 20                 | modifier les données · modifier les données |
| Saint-Silvain-sous-Toulx      | 23243      | 23140       | Aubusson       | Gouzon            | CC Creuse Confluence                 | 14,57            | 147 (2022)                        | 10                 | modifier les données · modifier les données |
| Saint-Sulpice-le-Dunois       | 23244      | 23800       | Guéret         | Dun-le-Palestel   | CC du Pays Dunois                    | 30,85            | 570 (2022)                        | 18                 | modifier les données · modifier les données |
| Saint-Sulpice-le-Guérétois    | 23245      | 23000       | Guéret         | Saint-Vaury       | CA du Grand Guéret                   | 36,18            | 1 901 (2022)                      | 53                 | modifier les données · modifier les données |
| Saint-Sulpice-les-Champs      | 23246      | 23480       | Aubusson       | Aubusson          | CC Creuse Grand Sud                  | 21,70            | 343 (2022)                        | 16                 | modifier les données · modifier les données |
| Saint-Vaury                   | 23247      | 23320       | Guéret         | Saint-Vaury       | CA du Grand Guéret                   | 46,50            | 1 729 (2022)                      | 37                 | modifier les données · modifier les données |
| Saint-Victor-en-Marche        | 23248      | 23000       | Guéret         | Guéret-2          | CA du Grand Guéret                   | 16,62            | 348 (2022)                        | 21                 | modifier les données · modifier les données |
| Saint-Yrieix-la-Montagne      | 23249      | 23460       | Aubusson       | Felletin          | CC Creuse Grand Sud                  | 24,04            | 221 (2022)                        | 9,2                | modifier les données · modifier les données |
| Saint-Yrieix-les-Bois         | 23250      | 23150       | Guéret         | Ahun              | CA du Grand Guéret                   | 15,70            | 281 (2022)                        | 18                 | modifier les données · modifier les données |
| Sainte-Feyre                  | 23193      | 23000       | Guéret         | Guéret-1          | CA du Grand Guéret                   | 29,99            | 2 531 (2022)                      | 84                 | modifier les données · modifier les données |
| Sainte-Feyre-la-Montagne      | 23194      | 23500       | Aubusson       | Felletin          | CC Creuse Grand Sud                  | 6,84             | 120 (2022)                        | 18                 | modifier les données · modifier les données |
| Sannat                        | 23167      | 23110       | Aubusson       | Évaux-les-Bains   | CC Marche et Combraille en Aquitaine | 34,00            | 347 (2022)                        | 10                 | modifier les données · modifier les données |
| Sardent                       | 23168      | 23250       | Guéret         | Ahun              | CC Creuse Sud-Ouest                  | 41,11            | 758 (2022)                        | 18                 | modifier les données · modifier les données |
| La Saunière                   | 23169      | 23000       | Guéret         | Guéret-1          | CA du Grand Guéret                   | 7,50             | 659 (2022)                        | 88                 | modifier les données · modifier les données |
| Savennes                      | 23170      | 23000       | Guéret         | Guéret-1          | CA du Grand Guéret                   | 6,93             | 209 (2022)                        | 30                 | modifier les données · modifier les données |
| Sermur                        | 23171      | 23700       | Aubusson       | Auzances          | CC Marche et Combraille en Aquitaine | 19,50            | 103 (2022)                        | 5,3                | modifier les données · modifier les données |
| La Serre-Bussière-Vieille     | 23172      | 23190       | Aubusson       | Aubusson          | CC Marche et Combraille en Aquitaine | 14,41            | 121 (2022)                        | 8,4                | modifier les données · modifier les données |
| Soubrebost                    | 23173      | 23250       | Guéret         | Bourganeuf        | CC Creuse Sud-Ouest                  | 20,76            | 139 (2022)                        | 6,7                | modifier les données · modifier les données |
| Soumans                       | 23174      | 23600       | Aubusson       | Boussac           | CC Creuse Confluence                 | 36,68            | 591 (2022)                        | 16                 | modifier les données · modifier les données |
| Sous-Parsat                   | 23175      | 23150       | Guéret         | Ahun              | CC Creuse Sud-Ouest                  | 9,14             | 114 (2022)                        | 12                 | modifier les données · modifier les données |
| La Souterraine                | 23176      | 23300       | Guéret         | La Souterraine    | CC du Pays Sostranien                | 37,07            | 4 928 (2022)                      | 133                | modifier les données · modifier les données |
| Tardes                        | 23251      | 23170       | Aubusson       | Évaux-les-Bains   | CC Creuse Confluence                 | 21,40            | 119 (2022)                        | 5,6                | modifier les données · modifier les données |
| Tercillat                     | 23252      | 23350       | Guéret         | Boussac           | CC Portes de la Creuse en Marche     | 13,64            | 154 (2022)                        | 11                 | modifier les données · modifier les données |
| Thauron                       | 23253      | 23250       | Guéret         | Ahun              | CC Creuse Sud-Ouest                  | 22,34            | 170 (2022)                        | 7,6                | modifier les données · modifier les données |
| Toulx-Sainte-Croix            | 23254      | 23600       | Aubusson       | Boussac           | CC Creuse Confluence                 | 35,05            | 252 (2022)                        | 7,2                | modifier les données · modifier les données |
| Trois-Fonds                   | 23255      | 23230       | Aubusson       | Gouzon            | CC Creuse Confluence                 | 9,53             | 132 (2022)                        | 14                 | modifier les données · modifier les données |
| Vallière                      | 23257      | 23120       | Aubusson       | Felletin          | CC Creuse Grand Sud                  | 48,42            | 714 (2022)                        | 15                 | modifier les données · modifier les données |
| Vareilles                     | 23258      | 23300       | Guéret         | La Souterraine    | CC du Pays Sostranien                | 17,68            | 322 (2022)                        | 18                 | modifier les données · modifier les données |
| Verneiges                     | 23259      | 23170       | Aubusson       | Évaux-les-Bains   | CC Creuse Confluence                 | 7,59             | 124 (2022)                        | 16                 | modifier les données · modifier les données |
| Vidaillat                     | 23260      | 23250       | Guéret         | Ahun              | CC Creuse Sud-Ouest                  | 23,59            | 201 (2022)                        | 8,5                | modifier les données · modifier les données |
| Viersat                       | 23261      | 23170       | Aubusson       | Évaux-les-Bains   | CC Creuse Confluence                 | 29,09            | 281 (2022)                        | 9,7                | modifier les données · modifier les données |
| Vigeville                     | 23262      | 23140       | Aubusson       | Gouzon            | CC Creuse Confluence                 | 7,27             | 164 (2022)                        | 23                 | modifier les données · modifier les données |
| Villard                       | 23263      | 23800       | Guéret         | Dun-le-Palestel   | CC du Pays Dunois                    | 16,37            | 381 (2022)                        | 23                 | modifier les données · modifier les données |
| La Villedieu                  | 23264      | 23340       | Aubusson       | Felletin          | CC Creuse Grand Sud                  | 5,63             | 51 (2022)                         | 9,1                | modifier les données · modifier les données |
| La Villeneuve                 | 23265      | 23260       | Aubusson       | Auzances          | CC Marche et Combraille en Aquitaine | 4,45             | 45 (2022)                         | 10                 | modifier les données · modifier les données |
| La Villetelle                 | 23266      | 23260       | Aubusson       | Auzances          | CC Creuse Grand Sud                  | 16,14            | 166 (2022)                        | 10                 | modifier les données · modifier les données |
| Creuse                        | 23         |             |                |                   |                                      | 5 565,00         | 115 529 (2022)                    | 21                 | modifier les données                        |